# میروسلاو اوندژیچک
میروسلاو اوندژیچک (انگلیسی: Miroslav Ondříček؛ زادهٔ ۴ نوامبر ۱۹۳۴) یک فیلم‌بردار اهل جمهوری چک بود.

## جوایز
اوندژیچک برنده جایزه بفتا بهترین فیلم‌برداری در سال ۱۹۸۵ شد.

## فیلم‌شناسی
وی فیلم‌بردار فیلم‌هایی همچون بیداری‌ها، آمادئوس، جهان به گفته گارپ، رگتایم، ای مرد خوش‌شانس! و اگر.... بود.